# Elezioni europee del 2024 in Ungheria
Le elezioni europee del 2024 in Ungheria si sono tenute domenica 9 giugno per eleggere i 21 membri del Parlamento europeo spettanti all'Ungheria.

## Sistema elettorale
Per le elezioni europee, la legge elettorale ungherese prevede l’applicazione, in un'unica circoscrizione nazionale, di un sistema elettorale a base proporzionale con liste chiuse ed una soglia di sbarramento al 5%.
Le preferenze sono in seguito tradotte in seggi secondo il metodo D'Hondt.
Tutte le persone che hanno la cittadinanza ungherese ed una residenza principale in Ungheria, i cittadini ungheresi senza residenza in Ungheria (c.d. “ungheresi all'estero”) e altri cittadini dell'Unione (se la loro residenza principale è in Ungheria) hanno diritto di voto alle elezioni europee nel paese.
L’esercizio attivo del diritto è ammesso dai 18 anni in su, compresi coloro che compiono tale età entro il giorno delle elezioni, al più tardi. La registrazione al voto è attuata d’ufficio in base alla residenza.
L’esercizio del diritto di candidarsi è ammesso per tutte le persone che hanno diritto di voto e hanno raggiunto l'età di 18 anni il giorno delle elezioni.
È ammesso il voto per posta, ma solo per i cittadini all’estero, mentre non è ammesso né il voto per procura né il voto elettronico. Non è disposto alcun obbligo di voto.

## Risultati
| Liste           | Liste | Partito Europeo | Gruppo          | Voti      | %     | Seggi   |
| --------------- | --- | --------------- | --------------- | --------- | ----- | ------- |
|                 | Fidesz - KDNP • Fidesz • Partito Popolare Cristiano Democratico (KDNP)                                         | – PPE           | PfE             | 2.048.211 | 44,82 | 11 10 1 |
|                 | Partito del Rispetto e della Libertà (TISZA)                                                                   | –               | PPE             | 1.352.699 | 29,60 | 7       |
|                 | DK - MSZP - P • Coalizione Democratica (DK) • Partito Socialista Ungherese (MSZP) • Dialogo per l'Ungheria (P) | PSE PVE         | S&D –           | 367.162   | 8,03  | 2 –     |
|                 | Mi Hazánk Mozgalom (MHM)                                                                                       | –               | ESN             | 306.404   | 6,71  | 1       |
|                 | Movimento Momentum (MM)                                                                                        | ALDE            | –               | 169.082   | 3,70  | –       |
|                 | Partito Ungherese del Cane a Due Code (MKKP)                                                                   | PPEU (obs)      | –               | 163.960   | 3,59  | –       |
|                 | Jobbik | –               | –               | 45.404    | 0,99  | –       |
|                 | La Politica può essere Diversa (LMP)                                                                           | PVE             | –               | 39.646    | 0,87  | –       |
|                 | Altri (<0,70%)                                                                                                 | –               | –               | 77.052    | 1,69  | –       |
| Totale          | Totale | Totale          | Totale          | 4.569.620 | 100   | 21      |
| Voti non validi | Voti non validi                                                                                                | Voti non validi | Voti non validi | 65.949    | 1,42  |         |
| Votanti         | Votanti | Votanti         | Votanti         | 4.640.398 | 59,46 |         |
| Elettori        | Elettori | Elettori        | Elettori        | 7.655.344 |       |         |